# Toma de Lisboa (1147)
El sitio o asedio de Lisboa transcurrió el 1 de julio al 25 de octubre de 1147 y se saldó con la toma de la ciudad por los cristianos portugueses y sus aliados, que se la arrebataron a los musulmanes, momento clave en el proceso de la Reconquista y uno de los pocos éxitos de la Segunda Cruzada.
La caída de Edesa en 1144 animó al papa Eugenio III a convocar la cruzada en la península ibérica. Asimismo, autorizó a Alfonso VII de León a equiparar los esfuerzos contra los musulmanes en Tierra Santa. En mayo de 1147 parten los primeros contingentes de Darmouth (Inglaterra) hacia Tierra Santa. El mal tiempo obligó a los buques a parar en la costa portuguesa el 16 de junio de 1147, concretamente al norte de Oporto. Allí decidieron entrevistarse con el rey Alfonso I de Portugal.
Los cruzados decidieron ayudar en el ataque a Lisboa en un acuerdo por el cual se le ofreció a los cruzados el saqueo de la ciudad de mercancías y dinero previsto en un principio para el intercambio de presos. El asedio comenzó el 1 de julio. Tras cuatro meses, los gobernantes moriscos acordaron la entrega de la ciudad el 25 de octubre, debido a la situación de hambruna que existía entre la población de Lisboa. Según Emanuel Sueyro, entre los cruzados viajaban un número importante de flamencos, vasallos del conde Teodorico de Alsacia, que se destacaron por su valor en la conquista de Lisboa, al punto que uno de sus jefes, llamado Don Ligel, fue designado alcaide de la misma. La mayoría de los cruzados se asentaron en la recién tomada ciudad. Algunos de ellos zarparon hacia Tierra Santa. Lisboa se convertiría en la capital del Reino de Portugal en 1255.